# Jean Behra
Pour les articles homonymes, voir Behra.

Le casque à damier de Jean Behra.

Jean Behra, né le 16 février 1921 à Nice et mort le 1er août 1959 à Berlin dans une épreuve sport sur le circuit de l'AVUS, à Berlin-Charlottenburg, est un pilote motocycliste, puis automobile français. Il a notamment disputé le championnat du monde de Formule 1 de 1951 à 1959. Behra compte 53 départs en GP (dont un officieux au Grand Prix d'Italie 1951) pour 56 engagements (forfait aux  Pays-Bas 1953, Monaco 1957, Allemagne 1959). Il était le frère aîné de José Behra.

## Biographie
Jean Behra commence sa carrière sportive en 1937, sur deux roues, et après la Libération il devient champion de France motocycliste 500 cm3 de 1948 à 1951. Il remporte notamment en 1945 le Grand Prix de la Libération, en 1946 le Grand Prix de Marseille au Circuit du Prado et le Circuit de Saint-Cloud, en 1947 le Grand Prix de Marseille, le Circuit de Lyon, le Grand Prix de Grenoble, le Circuit du Comminges à Saint-Gaudens et le Circuit de Cannes, en 1948 le Grand Prix de Bordeaux, le Circuit des Remparts d'Angoulême et le Circuit de Bergerac, en 1949 le Circuit de Nice, le Circuit de Bergerac, le Circuit du Médoc de Lesparre et le Grand Prix de l'Albigeois, en 1950 le Grand Prix de Paris, le Critérium International de Nice, le Grand Prix du Cinquantenaire de Roubaix, le Circuit du Médoc, le Circuit de Tarare, le Grand Prix de Lyon, le Circuit de Vesoul, le Circuit de Cannes et le Circuit de Vic-en-Bigorre, en 1951 le Grand Prix du Parc Borély à Marseille (Championnat de France Inter), le Grand Prix de Lyon, le Circuit de Vesoul et le Circuit d'Agen, puis en 1952 le Circuit de l'A.M.S. - Prix du Président de la République à Linas-Montlhéry, le tout sur 500 cm3 Moto Guzzi essentiellement (puis sur 250 cm3).
Il fait ses débuts sur quatre roues en 1950 lors d'une course de côte au Mont-Ventoux. Repéré par Amédée Gordini, Il rentre dans l'équipe Gordini en juin 1951. Il est rapidement intégré à l'écurie, avec laquelle il dispute sa première épreuve de championnat du Monde en Italie. Il y a d'ailleurs une controverse à ce sujet: si on se réfère aux spécialistes de l'époque Gérard Crombac et Christian Huet, Jean Behra aurait effectivement remplacé (sans être inscrit ni crédité) Maurice Trintignant lors du Grand Prix d'Italie 1951. D'après Gérard Crombac : « Trintignant, victime d'une indigestion, était remplacé par Behra. Gordini s'était pourtant bien gardé d'en prévenir les organisateurs, on aurait diminué sa prime de départ. » C'est pourquoi, dans beaucoup d'ouvrages spécialisés, Behra ne figure pas sur la grille de départ de cette épreuve.
Il participe aussi à des épreuves hors championnat à Pau et au Grand-Prix de Cadours, épreuve à laquelle trois Gordini montent sur le podium. Il prend part au championnat du monde de Formule 1 de 1952. Malgré des débuts prometteurs (une troisième place au GP de Suisse), il subit rapidement le manque de compétitivité de sa monture. À Reims, lors de la quatrième épreuve des Grands Prix de France, il réalise un petit exploit en battant à la régulière les Ferrari d'Ascari et Farina, mais il s'agit d'un Grand Prix disputé hors championnat. À Aix les Bains, là aussi hors championnat il prendra la première place devant Lance Macklin et Emmanuel de Graffenried.
En novembre 1952, il participe à la troisième édition de la course sur route "Carrera Panamericana", au Mexique. Au volant d'une Gordini 17S de 2261 cm3, il remporte la première étape Tuxtla Gutiérrez-Oaxaca de Juárez devant les pilotes Ferrari, Mercedes et Lancia. Largement en tête de la deuxième étape, Oaxaca-Puebla, à 50 km de l'arrivée, il est victime d'une sortie de route dont il ne sort que commotionné alors que la voiture est détruite. En 1953, il termine second du Tour de France automobile.
Après deux nouvelles saisons sans résultat chez Gordini (hormis une victoire au Grand Prix de Pau 1954, hors championnat, et une autre aux Coupes du Salon la même année en Sport sur T24S 3L.), il signe en 1955 chez Maserati. Il va dès lors obtenir de nombreux succès avec la marque en Sportscars au cours de la deuxième moitié des années 1950.  À Monaco, il grimpe sur le podium mais passe la suite de sa saison dans l'ombre des invincibles Mercedes et des Ferrari. En 1956, il dispute la meilleure saison de sa carrière : d'une grande régularité (cinq podiums en sept courses), il occupe la tête du championnat en début d'année, et aborde même l'ultime manche du championnat à Monza avec une chance mathématique de ravir le titre aux pilotes Ferrari, Fangio et Collins. Mais victime ce jour-là de son unique abandon de l'année, il doit rapidement renoncer et se contenter de la quatrième place finale au classement général.
Toujours chez Maserati en 1957, Behra est moins en réussite, malgré une victoire hors-championnat au Grand Prix du Maroc, au BRDC International Trophy sur BRM et une belle seconde place lors de la manche d'ouverture en Argentine. Il se console en remportant les 12 Heures de Sebring avec Fangio, son coéquipier en Formule 1. 
Fin 1957, Maserati quittant la F1, Behra trouve refuge chez BRM, où il doit à nouveau se contenter d'un résultat isolé : un podium au GP des Pays-Bas. Il remporte cependant l'édition 1958 de la course de côte du Mont Ventoux sur Porsche 1500RSK. Très apprécié par Enzo Ferrari pour sa combativité et sa générosité au volant, Behra est recruté en 1959 par la Scuderia, dont l'équipe de pilotes a été décimée la saison précédente. Son début de saison est pourtant en deçà des espérances de son employeur, ce qui ne tarde pas à créer quelques tensions au sein de l'équipe. La brouille atteint son paroxysme au GP de France, où après avoir abandonné sur casse moteur, Behra se fâche dans les stands avec son directeur sportif Romolo Tavoni. Rapidement, le ton monte, et l'impulsif Behra en vient à gifler Tavoni. La sanction ne se fait pas attendre : il est limogé sur le champ.
Quelques semaines plus tard, Behra est engagé en lever de rideau du GP d'Allemagne dans une course de voiture de sport disputée sur l'AVUS, au volant d'une Porsche. Sur la piste humide, il perd le contrôle de sa voiture, s'écrase sur un pylone, et est tué sur le coup.
Le circuit de Nevers Magny-Cours portera son nom de 1961 à 1989.
Un boulevard de Nice porte son nom, de même qu'un rallye, organisé chaque année par l'Automobile Club de Nice.

## Titres
- Quintuple Champion de France de moto: 1948, 1949, 1950 et 1951 (2);
- Double Champion de France de formule "course et sport": 1956 et 1957;
- Champion de France de formule "sport": 1958;
- Champion d'Allemagne de formule "sport": 1958.

## Palmarès auto
Le palmarès de Jean Behra est de 26 victoires pour 57 podiums, toutes compétitions confondues.
- Formule 1 : 7 podiums
- Formule 1 hors championnat : 10 victoires, 14 podiums[7]
- Formule 2 : 6 victoires, 14 podiums
- Catégorie voitures de sport : 10 victoires, 18 podiums
- Formule hors championnat sport : 1 podium

## Résultats principaux
Jean Behra participa à 151 épreuves, il en termina 78, en gagna 16 et il monta 46 fois sur le podium.  
| Catégorie             | Date       | Epreuve                                          | Ecurie                     | Auto                   | Pos. |
| --------------------- | ---------- | ------------------------------------------------ | -------------------------- | ---------------------- | ---- |
| Formule 2             | 22/7/1951  | 1er Grand Prix des Sables d'Olonne               | Equipe Gordini             | Simca-Gordini T11      | 3    |
| Formule 2             | 10/9/1951  | 3e Grand Prix de Cadours                         | Equipe Gordini             | Simca-Gordini T11      | 3    |
| Formule 2             | 14/4/1952  | 13e Grand Prix de Pau                            | Equipe Gordini             | Simca-Gordini T11      | 3    |
| Formule 2             | 18/5/1952  | 12e Grosser Preis der Schweiz                    | Equipe Gordini             | Gordini T16            | 3    |
| Formule 2             | 8/6/1952   | 4e Circuit du Lac                                | Equipe Gordini             | Gordini T16            | 1    |
| Formule 2             | 29/6/1952  | 13e Grand Prix de la Marne                       | Equipe Gordini             | Gordini T16            | 1    |
| Formule 2             | 27/7/1952  | 1er Grand Prix de Caen                           | Equipe Gordini             | Gordini T16            | 2    |
| Formule 2             | 10/8/1952  | 16e Grand Prix du Comminges                      | Equipe Gordini             | Gordini T16            | 3    |
| Formule 2             | 30/8/1953  | 5e Grand Prix de Cadours                         | Equipe Gordini             | Gordini T16            | 3    |
| Formule 1 Hors Champ. | 19/4/1954  | 15e Grand Prix Automobile de Pau                 | Equipe Gordini             | Gordini T16            | 1    |
| Formule 1 Hors Champ. | 15/5/1954  | 6e B.R.D.C.International Trophy                  | Equipe Gordini             | Gordini T16            | 2    |
| Formule 1 Hors Champ. | 22/5/1954  | 7e Gran Premio di Bari                           | Equipe Gordini             | Gordini T16            | 3    |
| Hors Champ.           | 30/8/1954  | 6e Circuit de Cadours                            | Equipe Gordini             | Gordini T16            | 1    |
| Voit. Sport           | 10/10/1954 | Coupe du Salon                                   | Equipe Gordini             | Gordini T24S           | 1    |
| Formule 1 Hors Champ. | 11/4/1955  | 16e Grand Prix Automobile de Pau                 | Officine Alfieri Maserati  | Maserati 250F          | 1    |
| Formule 1 Hors Champ. | 24/4/1955  | 4e Grand Prix de Bordeaux                        | Officine Alfieri Maserati  | Maserati 250F          | 1    |
| Voit. Sport           | 15/5/1955  | Grand Prix de Bari                               | Officine Alfieri Maserati  | Maserati 300S          | 1    |
| Formule 1             | 22/5/1955  | 13e Grand Prix automobile de Monaco              | Officine Alfieri Maserati  | Maserati 250F          | 3    |
| Voit. Sport           | 29/5/1955  | Supercortemaggiore                               | Officine Alfieri Maserati  | Maserati 300S          | 1    |
| Voit. Sport           | 26/6/1955  | Circuit de Porto                                 | Officine Alfieri Maserati  | Maserati 300S          | 1    |
| Voit. Sport           | 28/8/1955  | 500 kilomètres du Nürburgring                    | Officine Alfieri Maserati  | Maserati 150S          | 1    |
| Formule 1             | 22/1/1956  | 4e Gran Premio de la Republica Argentina         | Officine Alfieri Maserati  | Maserati 250F          | 2    |
| Voit. Sport           | 29/1/1956  | 3e 1 000 km de Buenos Aires                      | Officine Alfieri Maserati  | Maserati 300S          | 3    |
| Formule 1 Hors Champ. | 5/2/1956   | 13e Gran Premio Ciudad de Buenos Aires           | Officine Alfieri Maserati  | Maserati 250F          | 3    |
| Formule 1             | 13/5/1956  | 14e Grand Prix automobile de Monaco              | Officine Alfieri Maserati  | Maserati 250F          | 3    |
| Voit. Sport           | 27/5/1956  | 1 000 kilomètres du Nürburgring                  | Officine Alfieri Maserati  | Maserati 300S          | 1    |
| Voit. Sport           | 10/6/1956  | 1 000 kilomètres de Paris                        | Officine Alfieri Maserati  | Maserati 300S          | 1    |
| Formule 1             | 1/7/1956   | 17e Grand Prix de l'ACF                          | Officine Alfieri Maserati  | Maserati 250F          | 3    |
| Formule 1             | 14/7/1956  | 9e RAC British Grand Prix                        | Officine Alfieri Maserati  | Maserati 250F          | 3    |
| Voit. Sport           | 22/7/1956  | Grand Prix de Bari                               | Officine Alfieri Maserati  | Maserati 200S          | 1    |
| Formule 1             | 5/8/1956   | 18e Grosser Preis von Deutschland                | Officine Alfieri Maserati  | Maserati 250F          | 3    |
| Voit. Sport           | 21/10/1956 | Grand Prix de Rome                               | Officine Alfieri Maserati  | Maserati 200S          | 1    |
| Hors Champ.           | 2/12/1956  | 21e Australian Grand Prix                        | Officine Alfieri Maserati  | Maserati 250F          | 2    |
| Formule 1             | 13/1/1957  | 5e Gran Premio de la Republica Argentina         | Officine Alfieri Maserati  | Maserati 250F          | 2    |
| Voit. Sport           | 20/1/1957  | 4e 1 000 km de Buenos Aires                      | Officine Alfieri Maserati  | Maserati 300S          | 2    |
| Formule 1 Hors Champ. | 27/1/1957  | 14e Gran Premio Ciudad de Buenos Aires           | Officine Alfieri Maserati  | Maserati 250F          | 2    |
| Voit. Sport           | 23/3/1957  | 5e 12 Heures de Sebring                          | Officine Alfieri Maserati  | Maserati 450S          | 1    |
| Formule 1 Hors Champ. | 22/4/1957  | 17e Grand Prix Automobile de Pau                 | Officine Alfieri Maserati  | Maserati 250F          | 1    |
| Formule 1 Hors Champ. | 14/7/1957  | 2d Grand Prix de Reims                           | Officine Alfieri Maserati  | Maserati 250F          | 2    |
| Formule 1 Hors Champ. | 28/7/1957  | 5e Grand Prix de Caen                            | Owen Racing Organisation   | BRM P25                | 1    |
| Voit. Sport           | 11/8/1957  | 2d Sverige Grand Prix 6 heures                   | Officine Alfieri Maserati  | Maserati 450S          | 1    |
| Formule 2             | 14/9/1957  | 9e Daily Express International Trophy            | Owen Racing Organisation   | BRM P25                | 1    |
| Formule 1 Hors Champ. | 22/9/1957  | 8e Gran Premio di Modena                         | Officine Alfieri Maserati  | Maserati 250F          | 1    |
| Formule 1 Hors Champ. | 27/10/1957 | 6e Grand Prix de Maroc                           | Officine Alfieri Maserati  | Maserati 250F          | 1    |
| Formule 1 Hors Champ. | 1957       | British Racing Drivers Club International Trophy | Owen Racing Organisation   | BRM                    | 1    |
| Voit. Sport           | 26/1/1958  | 5e 1 000 km de Buenos Aires                      | Porsche KG                 | Porsche 550 RS         | 3    |
| Voit. Sport           | 11/5/1958  | 17e Targa Florio                                 | Porsche KG                 | Porsche 718 RSK Spyder | 2    |
| Formule 1             | 26/5/1958  | 6e Grote Prijs van Nederland                     | Owen Racing Organisation   | BRM P25                | 3    |
| Voit. Sport           | 14/6/1958  | 26e Grand Prix des 24 Heures du Mans             | Porsche KG                 | Porsche 718 RSK Spyder | 3    |
| Formule 2             | 6/7/1958   | 2d Coupe Internationale de Vitesse               | Porsche KG                 | Porsche 718 RSK        | 1    |
| Formule 2             | 21/9/1958  | 4e Grosser Preis von Berlin                      | Porsche KG                 | Porsche 718 RSK        | 1    |
| Voit. Sport           | 22/11/1958 | 4e Grande Premio de Venezuela                    | Escuderia Madunina         | Ferrari 250 GT         | 1    |
| Voit. Sport           | 21/3/1959  | 7e 12 Heures de Sebring                          | Scuderia Ferrari           | Ferrari 250 TR 59      | 2    |
| Formule 2             | 18/4/1959  | 14e B.A.R.C. 200                                 | Scuderia Ferrari           | Ferrari Dino 246       | 1    |
| Formule 2             | 25/4/1959  | 9e Gran Premio di Siracusa                       | Scuderia Ferrari           | Ferrari Dino 156       | 2    |
| Voit. Sport           | 7/6/1959   | 5e 1 000 km du Nürburgring - ADAC                | Scuderia Ferrari           | Ferrari 250 TR 59      | 3    |
| Hors Champ. Sports    | 26/7/1959  | Trophée d´Auvergne - Charade 1959                | Porsche System Engineering | Porsche 718 RSK        | 2    |

## Distinction
- Grand Prix de la Presse Sportive en 1955.